# خانه (فیلم ۱۹۱۵)
خانه (انگلیسی: Home) فیلمی بریتانیایی در سبک درام به کارگردانی موریس الوی است که در سال ۱۹۱۵ منتشر شد.